# Bombarde (muziekinstrument)
Een bombarde is een blaasinstrument uit de familie van de schalmei dat tegenwoordig nog in Bretagne in de volksmuziek gebruikt wordt, meestal in combinatie met een lokale vorm van de doedelzak, de binioù kozh. Beide instrumenten zijn bijzonder luid en vooral geschikt voor het begeleiden van volksdansen in de open lucht.
Bombarde is ook een bekend orgelregister dat te vinden is op pijporgels uit de Franse romantiek.